# Elecciones municipales de 1987 en Cantabria
Las elecciones municipales de 1987 en Cantabria se celebraron el miércoles 10 de junio, de acuerdo con el Real Decreto de convocatoria de elecciones locales en España dispuesto el 13 de abril de 1987 y publicado en el Boletín Oficial del Estado el 14 de abril. Se eligieron los concejales de los 102 ayuntamientos de Cantabria, así como los alcaldes en el caso de los municipios con concejo abierto
Los concejales de los ayuntamientos son elegidos a través de un sistema proporcional (con reparto d'Hondt), con listas cerradas y un umbral electoral del 5 %. Los alcaldes de municipios en régimen de concejo abierto son elegidos mediante un sistema mayoritario.
Estas elecciones fueron celebradas de forma paralela con las elecciones a la Asamblea Regional de Cantabria de 1987.

## Demografía electoral
| Censo electoral | 522 664 | Municipios de Cantabria, la circunscripción electoral. |
| Votantes        | 395 043 | Municipios de Cantabria, la circunscripción electoral. |
| Participación   | 303 761 | Municipios de Cantabria, la circunscripción electoral. |
| Votos válidos   | 298 552 | Municipios de Cantabria, la circunscripción electoral. |
| Votos en blanco | 3799    | Municipios de Cantabria, la circunscripción electoral. |
| Votos nulos     | 5209    | Municipios de Cantabria, la circunscripción electoral. |
| Municipios      | 102     | Municipios de Cantabria, la circunscripción electoral. |

## Jornada electoral
La jornada electoral comenzó a las 8:00 de la mañana con la constitución de las 806 mesas electorales en sus sedes por parte de los presidentes de mesa, vocales y suplentes, la presentación de los interventores de los partidos políticos y la constatación de la presencia de todos los elementos necesarios para la votación. Tras levantarse el acta de constitución de mesa, a las 8:30 horas, los colegios electorales abrieron sus puertas a las 9:00 de la mañana para que los ciudadanos inscritos en ellos comenzaran a votar.

### Participación
A lo largo de la jornada se dieron a conocer los datos de participación en las elecciones en dos ocasiones, así como la participación final. Al no disponerse de los datos de participación a lo largo de la jornada electoral del año 1983, solo se puede concluir que la participación al final del día aumentó en casi cuatro puntos y medio respecto a las anteriores elecciones.
|  | 32,26 % |

|  | 63,32 % |

|  | 76,89 % |

|  | 72,43 % |

## Resultados electorales
La fuerza política más votada fue Alianza Popular (AP) que también obtuvo el mayor número de concejales incluida la capital, donde dicha formación política consiguió el 43,56 % de los votos, que le otorgaron 13 concejales, insuficientes para lograr la mayoría absoluta. El segundo partido, tanto en número de votos como de concejales, resultó el Partido Socialista de Cantabria (PSC-PSOE). Entre ambos partidos la diferencia de votos totales fue algo superior a los 11 000 votos (menos de un 4 % de los votos). El tercer partido más votado, PRC, se quedó a más del 22 % de sufragios con respecto al segundo partido.
En siete de los diez principales municipios de la comunidad autónoma, las listas más votadas fueron las presentadas por el PSC-PSOE. De esos siete municipios, dicho partido no consiguió gobernar en dos de ellos: El Astillero, debido a un pacto entre el CDS y AP, y Santoña. En los tres municipios restantes, el partido político más votado fue Alianza Popular, partido que obtuvo la alcaldía en estos municipios.

### Resultados globales
|  | 35,70 % |

|  | 31,88 % |

|  | 9,45 % |

|  | 8,57 % |

|  | 4,22 % |

|  | 3,82 % |

|  | 3,24 % |

|  | 98,29 % |

### Resultados en los principales municipios
A continuación aparecen las candidaturas con representantes electos en los municipios cántabros de mayor población, resaltando el alcalde electo, que suman un total de 344 995 habitantes y que suponen un 66,01% del conjunto de habitantes de Cantabria (522 664 hab.).
| Municipio                      | Municipio                                                                                     | Candidaturas (cabeza de lista)                         | Candidaturas (cabeza de lista)                              | % Voto | Votos       | Variación votos | Concejales  | Variación concejales |
| ------------------------------ | --------------------------------------------------------------------------------------------- | ------------------------------------------------------ | ----------------------------------------------------------- | ------ | ----------- | --------------- | ----------- | -------------------- |
|                                | Santander 27 concejales Población: 186 145 (1987) Censo electoral: 138 122                    |                                                        | Alianza Popular (Manuel Huerta Castillo                     | 43,56  | 41 978      | 11 016          | 13          | 4                    |
|                                | Santander 27 concejales Población: 186 145 (1987) Censo electoral: 138 122                    | Partido Socialista de Cantabria (Manuel Arce Lago)     | 32,05                                                       | 30 889 | 499         | 10              | Sin cambios |                      |
|                                | Santander 27 concejales Población: 186 145 (1987) Censo electoral: 138 122                    | Centro Democrático y Social                            | 8,18                                                        | 7887   | 6810        | 2               | 2           |                      |
|                                | Santander 27 concejales Población: 186 145 (1987) Censo electoral: 138 122                    | Partido Regionalista de Cantabria                      | 7,91                                                        | 7621   | 5508        | 2               | 2           |                      |
|                                | Santander 27 concejales Población: 186 145 (1987) Censo electoral: 138 122                    | Izquierda Unida                                        | 3,85                                                        | 3713   | 3713        | 0               | Sin cambios |                      |
|                                | Santander 27 concejales Población: 186 145 (1987) Censo electoral: 138 122                    | Partido Demócrata Popular                              | 1,18                                                        | 1136   | 1136        | 0               | Sin cambios |                      |
|                                | Santander 27 concejales Población: 186 145 (1987) Censo electoral: 138 122                    | Partido de los Trabajadores de España-Unidad Comunista | 1,18                                                        | 1134   | 1134        | 0               | Sin cambios |                      |
|                                | Santander 27 concejales Población: 186 145 (1987) Censo electoral: 138 122                    | Plataforma Humanista                                   | 0,38                                                        | 369    | 369         | 0               | Sin cambios |                      |
|                                |                                                                                               |                                                        |                                                             |        |             |                 |             |                      |
|                                | Torrelavega 25 concejales Población: 58 539 (1987) Censo electoral: 43 151                    |                                                        | Partido Socialista de Cantabria (José Gutiérrez Portilla)   | 37,33  | 12 241      | 1405            | 11          | 4                    |
|                                | Torrelavega 25 concejales Población: 58 539 (1987) Censo electoral: 43 151                    | Alianza Popular                                        | 20,36                                                       | 6674   | 468         | 5               | 2           |                      |
|                                | Torrelavega 25 concejales Población: 58 539 (1987) Censo electoral: 43 151                    | Partido Regionalista de Cantabria                      | 11,30                                                       | 3705   | 3043        | 3               | 3           |                      |
|                                | Torrelavega 25 concejales Población: 58 539 (1987) Censo electoral: 43 151                    | Centro Democrático y Social                            | 10,96                                                       | 3592   | 2559        | 3               | 3           |                      |
|                                | Torrelavega 25 concejales Población: 58 539 (1987) Censo electoral: 43 151                    | Izquierda Unida                                        | 8,02                                                        | 2629   | 2629        | 2               | 2           |                      |
|                                | Torrelavega 25 concejales Población: 58 539 (1987) Censo electoral: 43 151                    | Bloque Asambleario de Torrelavega                      | 6,28                                                        | 2058   | 2058        | 1               | 1           |                      |
|                                | Torrelavega 25 concejales Población: 58 539 (1987) Censo electoral: 43 151                    | Partido Demócrata Popular                              | 1,89                                                        | 621    | 621         | 0               | Sin cambios |                      |
|                                | Torrelavega 25 concejales Población: 58 539 (1987) Censo electoral: 43 151                    | Partido de los Trabajadores de España-Unidad Comunista | 1,73                                                        | 566    | 566         | 0               | Sin cambios |                      |
|                                | Torrelavega 25 concejales Población: 58 539 (1987) Censo electoral: 43 151                    | Plataforma Humanista                                   | 0,56                                                        | 184    | 184         | 0               | Sin cambios |                      |
|                                |                                                                                               |                                                        |                                                             |        |             |                 |             |                      |
|                                | Camargo 17 concejales Población: 19 105 (1987) Censo electoral: 13 996                        |                                                        | Partido Socialista de Cantabria (Ángel Duque Herrera)       | 62,35  | 6618        | 1800            | 13          | 4                    |
|                                | Camargo 17 concejales Población: 19 105 (1987) Censo electoral: 13 996                        | Alianza Popular                                        | 23,72                                                       | 2518   | 91          | 4               | Sin cambios |                      |
|                                | Camargo 17 concejales Población: 19 105 (1987) Censo electoral: 13 996                        | Partido Regionalista de Cantabria                      | 3,97                                                        | 421    | 421         | 0               | Sin cambios |                      |
|                                | Camargo 17 concejales Población: 19 105 (1987) Censo electoral: 13 996                        | Centro Democrático y Social                            | 3,65                                                        | 387    | 387         | 0               | Sin cambios |                      |
|                                | Camargo 17 concejales Población: 19 105 (1987) Censo electoral: 13 996                        | Los Verdes                                             | 2,21                                                        | 235    | 235         | 0               | Sin cambios |                      |
|                                | Camargo 17 concejales Población: 19 105 (1987) Censo electoral: 13 996                        | Izquierda Unida                                        | 1,87                                                        | 198    | 198         | 0               | Sin cambios |                      |
|                                | Camargo 17 concejales Población: 19 105 (1987) Censo electoral: 13 996                        | Partido de los Trabajadores de España-Unidad Comunista | 1,19                                                        | 126    | 126         | 0               | Sin cambios |                      |
|                                | Camargo 17 concejales Población: 19 105 (1987) Censo electoral: 13 996                        | Plataforma Humanista                                   | 0,10                                                        | 11     | 11          | 0               | Sin cambios |                      |
|                                |                                                                                               |                                                        |                                                             |        |             |                 |             |                      |
|                                | Reinosa 17 concejales Población: 13 116 (1987) Censo electoral: 9905                          |                                                        | Alianza Popular (Francisco Fernández-Cotero Fernández)      | 41,81  | 3192        | 123             | 8           | Sin cambios          |
|                                | Reinosa 17 concejales Población: 13 116 (1987) Censo electoral: 9905                          | Partido Socialista de Cantabria                        | 27,25                                                       | 2080   | 1092        | 5               | 3           |                      |
|                                | Reinosa 17 concejales Población: 13 116 (1987) Censo electoral: 9905                          | Izquierda Unida                                        | 13,89                                                       | 1060   | 1060        | 2               | 2           |                      |
|                                | Reinosa 17 concejales Población: 13 116 (1987) Censo electoral: 9905                          | Partido Regionalista de Cantabria                      | 7,82                                                        | 597    | 597         | 1               | 1           |                      |
|                                | Reinosa 17 concejales Población: 13 116 (1987) Censo electoral: 9905                          | Centro Democrático y Social                            | 5,49                                                        | 419    | 142         | 1               | 1           |                      |
|                                | Reinosa 17 concejales Población: 13 116 (1987) Censo electoral: 9905                          | Partido Demócrata Popular                              | 1,76                                                        | 134    | 134         | 0               | Sin cambios |                      |
|                                |                                                                                               |                                                        |                                                             |        |             |                 |             |                      |
|                                | Castro-Urdiales 17 concejales Población: 12 969 (1987) Censo electoral: 9980                  |                                                        | Alianza Popular (Manuel Gutiérrez Elorza)                   | 43,05  | 3449        | 737             | 9           | 2                    |
|                                | Castro-Urdiales 17 concejales Población: 12 969 (1987) Censo electoral: 9980                  | Partido Socialista de Cantabria                        | 32,82                                                       | 2629   | 197         | 6               | Sin cambios |                      |
|                                | Castro-Urdiales 17 concejales Población: 12 969 (1987) Censo electoral: 9980                  | Asamblea de Izquierdas de Castro-Urdiales              | 14,19                                                       | 1137   | 1137        | 2               | 2           |                      |
|                                | Castro-Urdiales 17 concejales Población: 12 969 (1987) Censo electoral: 9980                  | Centro Democrático y Social                            | 4,76                                                        | 381    | 210         | 1               | 1           |                      |
|                                | Castro-Urdiales 17 concejales Población: 12 969 (1987) Censo electoral: 9980                  | Izquierda Unida                                        | 3,26                                                        | 261    | 261         | 0               | Sin cambios |                      |
|                                | Castro-Urdiales 17 concejales Población: 12 969 (1987) Censo electoral: 9980                  | Partido de los Trabajadores de España-Unidad Comunista | 0,96                                                        | 77     | 77          | 0               | Sin cambios |                      |
|                                |                                                                                               |                                                        |                                                             |        |             |                 |             |                      |
|                                | Laredo 17 concejales Población: 12 921 (1987) Censo electoral: 9566                           |                                                        | Partido Socialista de Cantabria (Juan Ramón López Revuelta) | 44,02  | 3382        | 1078            | 9           | 3                    |
|                                | Laredo 17 concejales Población: 12 921 (1987) Censo electoral: 9566                           | Alianza Popular                                        | 19,52                                                       | 1500   | 1391        | 3               | 5           |                      |
|                                | Laredo 17 concejales Población: 12 921 (1987) Censo electoral: 9566                           | Solución Independiente                                 | 8,98                                                        | 690    | 690         | 1               | 1           |                      |
|                                | Laredo 17 concejales Población: 12 921 (1987) Censo electoral: 9566                           | Partido Regionalista de Cantabria                      | 8,32                                                        | 639    | 22          | 1               | Sin cambios |                      |
|                                | Laredo 17 concejales Población: 12 921 (1987) Censo electoral: 9566                           | Centro Democrático y Social                            | 6,74                                                        | 518    | 210         | 1               | 1           |                      |
|                                | Laredo 17 concejales Población: 12 921 (1987) Censo electoral: 9566                           | Izquierda Unida                                        | 6,05                                                        | 465    | 465         | 1               | 1           |                      |
|                                | Laredo 17 concejales Población: 12 921 (1987) Censo electoral: 9566                           | Partido Obrero Socialista Internacionalista            | 5,56                                                        | 427    | 427         | 1               | 1           |                      |
|                                |                                                                                               |                                                        |                                                             |        |             |                 |             |                      |
|                                | El Astillero 17 concejales Población: 12 327 (1987) Censo electoral: 9015                     |                                                        | Partido Socialista de Cantabria                             | 39,70  | 2795        | 390             | 7           | 3                    |
|                                | El Astillero 17 concejales Población: 12 327 (1987) Censo electoral: 9015                     | Centro Democrático y Social (Censuro Ayllón Martínez)  | 29,91                                                       | 2106   | 2106        | 6               | 6           |                      |
|                                | El Astillero 17 concejales Población: 12 327 (1987) Censo electoral: 9015                     | Alianza Popular                                        | 16,34                                                       | 1150   | 774         | 3               | 3           |                      |
|                                | El Astillero 17 concejales Población: 12 327 (1987) Censo electoral: 9015                     | Partido Regionalista de Cantabria                      | 5,45                                                        | 384    | 136         | 1               | 1           |                      |
|                                | El Astillero 17 concejales Población: 12 327 (1987) Censo electoral: 9015                     | Izquierda Unida                                        | 4,30                                                        | 303    | 303         | 0               | Sin cambios |                      |
|                                | El Astillero 17 concejales Población: 12 327 (1987) Censo electoral: 9015                     | Partido de los Trabajadores de España-Unidad Comunista | 2,93                                                        | 206    | 206         | 0               | Sin cambios |                      |
|                                | El Astillero 17 concejales Población: 12 327 (1987) Censo electoral: 9015                     | Plataforma Humanista                                   | 0,37                                                        | 26     | 26          | 0               | Sin cambios |                      |
|                                |                                                                                               |                                                        |                                                             |        |             |                 |             |                      |
|                                | Santoña 17 concejales Población: 11 001 (1987) Censo electoral: 8011                          |                                                        | Partido Socialista de Cantabria (Maximino Valle Garmendia)  | 39,69  | 2437        | 46              | 8           | 1                    |
|                                | Santoña 17 concejales Población: 11 001 (1987) Censo electoral: 8011                          | Alianza Popular (José Martín Solaeta Pérez)            | 38,79                                                       | 2382   | 714         | 8               | 2           |                      |
|                                | Santoña 17 concejales Población: 11 001 (1987) Censo electoral: 8011                          | Partido Regionalista de Cantabria                      | 8,19                                                        | 503    | 53          | 1               | Sin cambios |                      |
|                                | Santoña 17 concejales Población: 11 001 (1987) Censo electoral: 8011                          | Centro Democrático y Social                            | 4,72                                                        | 290    | 107         | 0               | Sin cambios |                      |
|                                | Santoña 17 concejales Población: 11 001 (1987) Censo electoral: 8011                          | Partido Demócrata Popular                              | 4,53                                                        | 278    | 278         | 0               | Sin cambios |                      |
|                                | Santoña 17 concejales Población: 11 001 (1987) Censo electoral: 8011                          | Izquierda Unida                                        | 3,57                                                        | 219    | 219         | 0               | Sin cambios |                      |
|                                | Santoña 17 concejales Población: 11 001 (1987) Censo electoral: 8011                          | Falange Española de las JONS                           | 0,00                                                        | 0      | Sin cambios | 0               | Sin cambios |                      |
|                                |                                                                                               |                                                        |                                                             |        |             |                 |             |                      |
|                                | Los Corrales de Buelna · 13 concejales ( 4 ) · Población: 9742 (1987) · Censo electoral: 7425 |                                                        | Partido Socialista de Cantabria (Luis Saiz Quevedo)         | 42,87  | 2677        | 250             | 7           | 2                    |
|                                | Los Corrales de Buelna · 13 concejales ( 4 ) · Población: 9742 (1987) · Censo electoral: 7425 | Alianza Popular                                        | 16,38                                                       | 1023   | 607         | 2               | 3           |                      |
|                                | Los Corrales de Buelna · 13 concejales ( 4 ) · Población: 9742 (1987) · Censo electoral: 7425 | Falange Española de las JONS                           | 15,66                                                       | 978    | 978         | 2               | 2           |                      |
|                                | Los Corrales de Buelna · 13 concejales ( 4 ) · Población: 9742 (1987) · Censo electoral: 7425 | Centro Democrático y Social                            | 10,62                                                       | 663    | 663         | 1               | 1           |                      |
|                                | Los Corrales de Buelna · 13 concejales ( 4 ) · Población: 9742 (1987) · Censo electoral: 7425 | Izquierda Unida                                        | 6,89                                                        | 430    | 430         | 1               | 1           |                      |
|                                | Los Corrales de Buelna · 13 concejales ( 4 ) · Población: 9742 (1987) · Censo electoral: 7425 | Partido Regionalista de Cantabria                      | 2,79                                                        | 174    | 174         | 0               | Sin cambios |                      |
|                                | Los Corrales de Buelna · 13 concejales ( 4 ) · Población: 9742 (1987) · Censo electoral: 7425 | Partido Demócrata Popular                              | 2,45                                                        | 153    | 153         | 0               | Sin cambios |                      |
|                                | Los Corrales de Buelna · 13 concejales ( 4 ) · Población: 9742 (1987) · Censo electoral: 7425 | Partido de los Trabajadores de España-Unidad Comunista | 0,67                                                        | 42     | 42          | 0               | Sin cambios |                      |
|                                |                                                                                               |                                                        |                                                             |        |             |                 |             |                      |
|                                | Piélagos 13 concejales Población: 9130 (1987) Censo electoral: 7551                           |                                                        | Partido Socialista de Cantabria (Antonio Rubén Arce Vela)   | 38,27  | 2098        | 259             | 6           | Sin cambios          |
|                                | Piélagos 13 concejales Población: 9130 (1987) Censo electoral: 7551                           | Alianza Popular                                        | 28,88                                                       | 1583   | 234         | 5               | Sin cambios |                      |
|                                | Piélagos 13 concejales Población: 9130 (1987) Censo electoral: 7551                           | Centro Democrático y Social                            | 10,11                                                       | 554    | 554         | 1               | 1           |                      |
|                                | Piélagos 13 concejales Población: 9130 (1987) Censo electoral: 7551                           | Partido Demócrata Popular                              | 5,86                                                        | 321    | 321         | 1               | 1           |                      |
|                                | Piélagos 13 concejales Población: 9130 (1987) Censo electoral: 7551                           | Partido Regionalista de Cantabria                      | 5,56                                                        | 305    | 139         | 0               | Sin cambios |                      |
|                                | Piélagos 13 concejales Población: 9130 (1987) Censo electoral: 7551                           | Falange Española de las JONS                           | 5,14                                                        | 282    | 282         | 0               | Sin cambios |                      |
|                                | Piélagos 13 concejales Población: 9130 (1987) Censo electoral: 7551                           | Izquierda Unida                                        | 4,85                                                        | 266    | 430         | 0               | Sin cambios |                      |
| Fuente: Ministerio de Interior |                                                                                               |                                                        |                                                             |        |             |                 |             |                      |